# بابوس
بابوس (به لاتین: Babus) یک منطقهٔ مسکونی در افغانستان است که در ولایت لوگر واقع شده‌است.